# Giles Martin
Giles Martín  (nacido el 9 de octubre de 1969) es un productor musical, compositor y multiinstrumentista británico. Es hijo del conocido productor musical George Martin. Giles creció sin notar la relación de su padre con The Beatles. De hecho, su padre le aconsejó que no aspirara a ninguna carrera relacionada con la producción musical. Sin embargo, finalmente no fue así, ya que Giles acabó produciendo muchos álbumes de varios artistas, incluyendo el álbum Love, de The Beatles, junto a su padre. También ha trabajado con destacados artistas como Kula Shaker, Jeff Beck, Elvis Costello, INXS, Kate Bush y Elton John. Ha recibido dos premios Grammy (ambos en 2007) por su trabajo en el álbum Love.
Giles produjo casi el 60% del nuevo disco de Paul McCartney titulado New  (lanzado en octubre de 2013).

## Trabajos destacados
- 1994 The K's (also known as Kula Shaker) (GUT)
- 1994 My Life Story (Mother Tongue)
- 1995 The Glory of Gershwin (Mercury)
- 1995 The Choir (BBC)
- 1995 The Great Music Experience
- 1996 The Beatles Anthology (EMI/Apple)
- 1996 Monorail – Hairdressing (Edel)
- 1996 Paramount Television
- 1996/7/8 Velvet Jones (Naked)
- 1996/7 In My Life (Echo/MCA)
- 2000/1 The Alice Band (Instant Karma/Sony)
- 2002 Party at the Palace – Live show, CD and DVD releases (EMI/Virgin)
- 2003 Hayley Westenra – Pure (Universal/Decca)
- 2004 Willard White – My Way (Sony/BMG)
- 2004/5 Hayley Westenra – Odyssey (Universal/Decca)
- 2004/06 – Love (Apple/Cirque du Soleil/MGM/EMI)
- 2007 Kim Richey – Chinese Boxes (Vanguard)
- 2007 Paco Peña – Requiem
- 2008 RENT – Live on Broadway (Sony Pictures)
- 2008/9 The Beatles Rock Band (MTV Networks)
- 2009/10/11 George Harrison: Living in the Material World
- 2013 Paul McCartney – New (Hear Music)
- 2015 The Beatles – 1+ (Apple)
- 2016 The Beatles – Live at the Hollywood Bowl
- 2017 The Beatles – Sgt. Pepper's Lonely Hearts Club Band: Edición de 50 Aniversario
- 2018 The Beatles – The Beatles (el "Álbum Blanco"): Edición de 50 Aniversario
- 2019 The Beatles – Abbey Road: Edición de 50 Aniversario
- 2020 The Rolling Stones – Goats Head Soup
- 2021 The Beatles – Let It Be: Edición de 50 Aniversario
- 2021 The Beatles: Get Back
- 2022 The Beatles – Revolver: Edición de 50 Aniversario
- 2023 The Beatles – Sencillo "Now and Then"
- 2023 The Beatles – 1962–1966 (álbum rojo) y 1967-1970 (álbum azul): Edición 2023